# Bumetopia schultzei
Bumetopia schultzei là một loài bọ cánh cứng trong họ Cerambycidae.